# Verlängerung (Fußball)
Verlängerung nennt man eine der Vorgehensweisen zur Ermittlung eines Siegers beim Fußball, die bei einem Unentschieden am Ende einer Begegnung, in der zwingend ein Sieger ermittelt werden muss, zur Anwendung kommt; beispielsweise bei Turnieren im K.-o.-System. Ist nach Ablauf der regulären Spielzeit keine Entscheidung gefallen, wird das Spiel in der Regel um zweimal 15 Minuten verlängert. 
In Ergebnistabellen wird „nach Verlängerung“ häufig mit „n. V.“ oder „n.V.“ abgekürzt, beispielsweise „2:3 n.V.“.

## Ablauf
Vor Anpfiff der Verlängerung wird eine Pause von fünf Minuten gewährt, in der die Spieler versorgt werden können, aber auf dem Platz bleiben müssen. Nach 15 Minuten Spielzeit der Verlängerung unterbricht der Schiedsrichter das Spiel kurz für den Seitenwechsel. Es gibt aber keine Halbzeitpause. 
Sieger des gesamten Fußballspiels ist diejenige Mannschaft, die in der Verlängerung mehr Tore erzielt hat. Im Modus mit Hin- und Rückspiel wird ggf. die Auswärtstorregel angewandt. Das bedeutet, dass die Auswärtsmannschaft auch dann gewinnt, wenn beide Mannschaften in der Verlängerung gleich viele Tore erzielt haben.
Steht nach der Verlängerung immer noch kein Gewinner fest, wird der Sieger im Regelfall durch Elfmeterschießen ermittelt. Das Reglement kann in diesem Fall aber auch ein Wiederholungsspiel vorsehen, wenn der Zeitplan es erlaubt. 
Besondere Formen der Verlängerung waren die Regelungen zum Golden Goal und Silver Goal, bei denen im Falle eines Tores in der Verlängerung beziehungsweise einer Führung zur Halbzeit der Verlängerung das Spiel vorzeitig beendet wurde.

## Anwendung
Bei großen Turnieren für National- und Vereinsmannschaften, wie der Fußball-Weltmeisterschaft oder der UEFA Champions League, gibt es oft eine Gruppenphase, auch Vorrunde genannt, und eine Finalrunde, in der im K.-o.-System gespielt wird. In diesen K.-o.-Phasen wird in der Regel mit Verlängerung und Elfmeterschießen gespielt. Um die Häufigkeit von Verlängerungen zu verringern, gilt in vielen K.-o.-Spielen, die in Hin- und Rückspiel ausgetragen werden, die Auswärtstorregel.
In einigen nationalen Pokalwettbewerben, beispielsweise im deutschen DFB-Pokal, wird ab der ersten Runde im K.-o.-System mit Verlängerung gespielt.
Turnierordnungen können abweichende Regelungen treffen. So kann auch auf eine Verlängerung verzichtet werden und sofort ein Elfmeterschießen stattfinden. Dieses ist z. B. häufig im Amateurbereich anzutreffen.